# Holy Crap
Holy Crap (titulado Maldita sea en España y El abuelo Griffin en Hispanoamérica) es el segundo episodio de la segunda temporada de la serie Padre de familia emitido en FOX el 30 de septiembre de 1999. Tras la emisión del episodio, la cadena interrumpió la programación durante un tiempo hasta que se volvieron a emitirse nuevos episodios con regularidad. El episodio está escrito por Danny Smith y dirigido por Neil Affleck. Como artistas invitados prestan sus voces a sus respectivos personajes: Charles Durning, Dwight Schultz, Carlos Alazraqui y Florence Stanley.

## Argumento
Francis Griffin, padre de Peter y ultracatolicista, es obligado a jubilarse de su trabajo tras muchos años en el aserradero. Para que pueda disfrutar de su descanso, Peter decide llevárselo a su casa para vivir con su familia para malestar de Lois, la cual le explica a sus hijos que nunca se llevó bien con su suegro, el cual la odia por ser protestante, sin embargo empiezan los problemas de convivencia a pesar de los intentos de Peter por entablar una buena relación padre-hijo (traumatiza a Chris por pasar "demasiado" tiempo en el servicio, insulta a Meg por ir cogido de la mano del hijo de su vecino y ningunea a su hijo). Tan solo Stewie parece conectar con el anciano. Un día Francis es arrestado por colarse en una empresa a la que se le prohíbe el paso a persona ajena (en este caso el aserradero en donde estaba), por lo que Peter intenta convencer a su jefe de que le admita en la fábrica juguetera en la que trabaja, no obstante, el dinamismo de Francis hace que se gane el ascenso de categoría y ya como jefe tiraniza con mano férrea a todos los empleados, incluido a Peter, el cual es despedido por reprocharle su condición de mal padre.
Al cabo de unos días, Peter ve en las noticias la señal de lo que puede ser una reconciliación, puesto que se acerca la llegada del Papa a Boston, por lo que decide ir y secuestrarle. Tras robar el Papamovil y desviarle de su ruta, su santidad llega finalmente a casa de Peter. Allí, Peter le explica su situación familiar y le habla de las críticas que recibe como padre por parte del suyo. El Papa le explica entonces que lo que piense él está demás y que tan solo importa la opinión de su familia. Finalmente los dos deciden ir a la fábrica de juguetes para mediar, pronto el Papa descubre que su padre es insufrible y le dice a Peter que tiene la paciencia de un santo, sin embargo Peter solo pretende reconciliarse con su padre.
Tras oírle, Francis le expresa su amor paternal (a pesar de reconocer no gustarle), por lo que decide dimitir y devolverle el trabajo a su hijo mientras acepta esperar a que Dios "se lo lleve", finalmente, Peter convence al Papa de que le contrate como guarda de seguridad. Al cabo de un tiempo, la familia ve por la tele una homilía dirigida por Su Santidad en la que Francis empieza a dirigirse de malos modos a aquellos que se acerquen al Santo Padre, incluyendo a un cámara de la FOX, al que acaba agrediendo por grabar y llevar gorra. Ya al final del episodio, Peter siente alivio por no tener que demostrar ser un buen hijo, sin embargo recibe otra visita inesperada, su madre viene a pasar unos días, por lo que la familia entera sale huyendo.

## Recepción
Ahsan Haque de IGN realizó en 2008 una crítica en el que dio de nota al episodio un 7,9/10 declarando que el capítulo es entretenido pero no "un clásico inolvidable". En cuanto a Francis, declaró que es: "un personaje algo aburrido" y dijo que la mayoría de los flashbacks fueron "no tan divertidos como suelen ser".